# Grgo Martić
Grgo Martić (Posušje, 24 gennaio 1822 – Kreševo, 30 agosto 1905) è stato un presbitero e scrittore bosniaco.

## Biografia
Martic nacque a Posušje, nella provincia della Bosnia, parte dell'allora Impero ottomano e venne educato a Zagabria ed a Pest. Ordinato sacerdote francescano il 25 dicembre 1844, prestò servizio per i tre anni successivi nei monasteri di Kreševo e Osova.
Dal 1851 al 1879 fu parroco a Sarajevo. Egli trascorse però gran parte della propria vita lavorando in Bosnia, nel monastero francescano di Kreševo ove operò come scrittore e traduttore, dedicandosi nello specifico alla traslitterazione delle opere di Omero e Goethe in lingua croata. All'epoca dell'occupazione austro-ungarica della Bosnia e dell'Herzegovina fu attivo anche a livello politico sostenendo l'indipendenza del popolo croato al quale riteneva che le due regioni dovessero essere annesse. Durante la giovinezza già era stato sostenitore del Movimento illirico.
Martic aprì una scuola a Kreševo nel 1847 ed un ginnasio poi a Sarajevo. La sua opera letteraria più conosciuta è indubbiamente Osvetnici, un racconto epico che narra le guerre combattute dal suo popolo contro gli ottomani.
Un monumento a lui dedicato si trova oggi di fronte alla chiesa di Posušje. La statua rappresenta il frate con un libro in mano recante le seguenti parole: "Teško domu bez ljubavi bratske, ko i Bosni bez zemlje Hrvatske" ("È difficile sopravvivere per una casa senza l'amore tra i fratelli, come per la Bosnia senza le terre della Croazia").
Una croce commemorativa in pietra con una targa in suo onore si trova invece a Rastovaca, con l'intento di denotare il suo luogo di nascita, la sua vita e le sue opere. Martic è stato anche commemorato da un francobollo.

## Opere letterarie
- Slavodobitnica svijetlomu gospodaru Omer-paši (poema epico, 1852.)
- Narodne pjesme bosanske i hercegovacke (con Ivan Frano Jukic), I (1858.)
- Osvetnici, I-III (poema epico, 1861/65.), IV (1878.), V (1881.), VI (1881), VII (1883)
- Pocetni zemljopis za katolicke ucionice u Bosni (poema epico, 1884)
- Narodne pjesme o boju na Kosovu godine 1389 (1886)
- Obrana Biograda godine 1456 (poema epico, 1887)
- Pjesnicka djela fra Grge Martica, 1-7 (1888)
- Pjesnicka djela fra Grge Martica, I (1893)
- Zapamcenja/1829-1878, po kazivanju autorovu zabilježio janko Koharic (1906, postumo)
- Izabrani spisi (1956, postumo)